# More & More
More & More – dziewiąty minialbum południowokoreańskiej grupy Twice, wydany 1 czerwca 2020 roku przez JYP Entertainment i Republic Records. Płytę promował singel o tym samym tytule.

## Geneza
28 kwietnia 2020 roku grupa zapowiedziała premierę singla „More & More” na czerwiec, natomiast 3 maja potwierdziła także za pomocą portalu Twitter, że ich dziewiąty minialbum będzie nosił tę samą nazwę. Tydzień później zespół zaprezentował dodatki, które będą znajdować się w jego trzech różnych wersjach fizycznych, a także ujawnił datę przedsprzedaży. 18 maja JYP Entertainment dodało poprzez swoje media społecznościowe zdjęcie zawierające oficjalną listę utworów.

## Przyjęcie komercyjne
Z dniem 27 maja minialbum otrzymał liczbę ponad 500 tys. zamówień stając się tym samym najlepiej sprzedającym się projektem w dorobku muzycznym Twice.

## Lista utworów
| CD | CD                    | CD                                  | CD                                                                                         | CD                                          | CD      |
| Nr | Tytuł utworu          | Tekst                               | Kompozycja                                                                                 | Aranżacja                                   | Długość |
| -- | --------------------- | ----------------------------------- | ------------------------------------------------------------------------------------------ | ------------------------------------------- | ------- |
| 1. | „More & More”         | J. Y. Park, BIBI                    | Uzoechi Emenike (MNEK), Justin Tranter, Julia Michaels, Zara Larsson                       | MNEK, J. Y. Park, Lee Hae-sol               | 3:19    |
| 2. | „Oxygen”              | JQ, Jeong Il-kwon (makeumine works) | Johan Gustafsson, Josefin Glenmark                                                         | Gustafsson                                  | 3:45    |
| 3. | „Firework”            | Kim Soo-jeong                       | Billie Jean (BADD), Kim Jin-hyung, Slyberry, Sophia Pae                                    | Slyberry, Kim Jin-hyung, Billie Jean (BADD) | 3:13    |
| 4. | „Make Me Go”          | Nayeon                              | Ryan Ashley, Lewis Jankel, BB Diamond                                                      | Shift K3Y                                   | 3:06    |
| 5. | „Shadow”              | Jo Yun-gyeong                       | Greg Bonnick, Hayden Chapman, Chloe Lattimer, Hannah Wilson                                | LDN Noise                                   | 2:48    |
| 6. | „Don't Call Me Again” | Park Lee-soo                        | Markus "Mack" Sepehrmanesh, Emanuel "Email" Abrahamsson, Imani Williams, Iman Conta Hultén | Mack, Email                                 | 2:53    |
| 7. | „Sweet Summer Day”    | Jeongyeon, Chaeyoung                | Drew Ryan Scott, Gabe Lopez, Sean Michael Alexander                                        | Gabe Lopez                                  | 3:11    |